# رابرت ئی. دولان
رابرت ئی. دولان (انگلیسی: Robert E. Dolan؛ ۳ اوت ۱۹۰۸ – ۲۶ سپتامبر ۱۹۷۲) موسیقی‌دان، رهبر ارکستر، آهنگساز و تنظیم‌کننده اهل ایالات متحده آمریکا بود.
از فیلم‌هایی که وی در آن‌ها نقش داشته‌است، می‌توان به سه چهره ایو، کریسمس سفید، پسرم جان، گتسبی بزرگ، مخاطرات پائولین، ماه عسل پرماجرا، مسافرخانه تعطیلات، الکی‌خوش، دیکسی، به راه خود می‌روم، بانویی در تاریکی، امواج، زنگ‌های کلیسای مریم مقدس و آسمان‌های آبی اشاره نمود.